# Пинола, Хавьер
Хавье́р Ора́сио Пино́ла (исп. Javier Horacio Pinola; род. 24 февраля 1983[…], Оливос, Буэнос-Айрес) — аргентинский футболист, левый защитник; тренер.

## Карьера

### Клубная
Пинола начинал профессиональную карьеру в клубе «Чакарита Хуниорс», где он провёл два года. В 2002 году Пинола перешёл в «Атлетико Мадрид». Проведя за испанский клуб всего 2 официальных матча за полтора года, зимой 2004 года он отправился в аренду на полтора года в аргентинский «Расинг».
Летом 2005 года Пинола снова отправился в аренду, но на сей раз в немецкий «Нюрнберг». В 2006 году аренда была продлена ещё на год. В сезоне 2006/07 Пинола провёл в чемпионате 33 игры и помог «Нюрнбергу» стать одной из лучших команд по игре в обороне (всего 32 пропущенных гола). Также он помог клубу стать обладателем Кубка Германии 2006/07, сыграв во всех шести матчах и отдав две голевые передачи. Спортивный журнал Kicker признал Пинолу лучшим крайним защитником второго круга сезона 2006/07. Летом 2007 года «Нюрнберг» выкупил у «Атлетико» права на Пинолу и заключил с ним контракт до 2010 года.
Летом 2010 года Пинола продлил контракт с «Нюрнбергом» на три года. В мае 2013 года он снова продлил истекающий контракт до 2015 года. 22 мая 2014 года Пинола продлил контракт с «Клубом» ещё на год, до 2015 года.
В 2015—2017 годах выступал за «Росарио Сентраль». Дважды доходил с «железнодорожниками» до финала Кубка Аргентины, а в сезоне 2016/17 стал вице-чемпионом страны. С 26 июня 2017 года является игроком «Ривер Плейта».

### Национальная
В 2003 году Пинола в составе молодёжной сборной Аргентины выиграл чемпионат Южной Америки.
Летом 2007 года Пинола был впервые приглашен в сборную Аргентины. 2 июня, в матче против сборной Швейцарии, он остался в запасе. 5 июня Пинола дебютировал за сборную в матче против сборной Алжира (4:3), отыграв весь матч.
Пинола попал в состав сборной Аргентины на Кубок Америки 2007, однако позже главный тренер Альфио Басиле заменил его Хуаном Рикельме.

## Достижения
- Вице-чемпион Аргентины (1): 2016/17
- Обладатель Кубка Аргентины (1): 2016/17
- Финалист Кубка Аргентины (2): 2014/15, 2015/16
- Обладатель Суперкубка Аргентины (1): 2018
- Обладатель Кубка Германии (1): 2006/07
- Обладатель Кубка Либертадорес (1): 2018
- Финалист Кубка Либертадорес (1): 2019
- Обладатель Рекопы (1): 2019
- Победитель чемпионата Южной Америки среди молодёжных команд (1): 2003